# I Love You (Management)
I Love You è il terzo album in studio del gruppo musicale italiano Management, pubblicato il 28 aprile 2015 dall'etichetta La Tempesta Dischi.

## Descrizione
I Love You è stato registrato tra la fine del 2014 e l'inizio del 2015 presso il Lignum Studio di Villa del Conte, nella provincia di Padova, subito dopo la conclusione del tour del precedente disco McMAO (2014). Il disco è stato prodotto da Giulio Favero, membro del Teatro degli Orrori e One Dimensional Man, e dagli stessi membri del gruppo.
Per la denominazione del disco, il gruppo si è ispirato all'omonimo film del 1986 diretto da Marco Ferreri, in cui il protagonista, interpretato da Christopher Lambert, stanco del suo rapporto con le donne, si innamora di un portachiavi elettronico che risponde al suo fischio con le parole «I love you». Secondo i membri del Management, l'amore di cui tratta il disco è quello di «due ragazzi tutti nudi vengono messi dinanzi alla difficile scelta tra l'immortalità e la conoscenza» scegliendo quest'ultima, facendo riferimento all'episodio di Adamo ed Eva nel giardino dell'Eden.
Le musiche del disco sono state composte da Marco "Diniz" Di Nardo, mentre i suoi testi sono stati scritti da Luca Romagnoli, ad eccezione di Scrivere un curriculum e Il mio giovane e libero amore, tratti rispettivamente da una poesia di Wisława Szymborska e da un canto anarchico del 1921 scritto da Renzo Novatore.
I Love You è stato anticipato dal singolo Scimmie, descritto come una «versione provinciale di Imagine di John Lennon». Il singolo ha raggiunto l'undicesima posizione nella classifica italiana degli artisti indipendenti stilata dal MEI.

## Tracce
Testi di Luca Romagnoli, musiche di Marco Di Nardo, eccetto dove indicato.
1. Se ti sfigurassero con l'acido – 2:23
2. Scimmie – 3:10
3. Vieni all'inferno con me – 3:29
4. Scrivere un curriculum – 3:40 (testo: Romagnoli, Wisława Szymborska)
5. La patria è dove si sta bene – 3:14
6. Le storie che finiscono male – 3:19 (musica: Di Nardo, Domenico Candeloro)
7. Il Primo maggio – 3:28
8. Per non morire di vecchiaia – 3:23
9. Il mio giovane e libero amore – 3:40 (testo: Romagnoli, Renzo Novatore)
10. Il campione di sputo – 3:13
11. Lasciateci divertire – 3:27

## Formazione
Di seguito sono elencati i musicisti che hanno partecipato al disco e il personale che ha collaborato alla sua realizzazione:
Gruppo
- Luca Romagnoli – voce
- Marco Di Nardo – chitarra, sintetizzatori
- Nicola Ceroli – batteria
- Luca Di Bucchianico – basso

Produzione
- Management – arrangiamenti; produzione esecutiva
- Marcello Batelli – registrazione
- Massimo Berti – registrazione
- Andrea Cajelli – missaggio
- Pasquale De Sensi – grafica
- Marco Di Nardo – co-produzione
- Giulio Favero – produzione; arrangiamenti; registrazione; missaggio
- Giovanni Versari – mastering